# Kapu

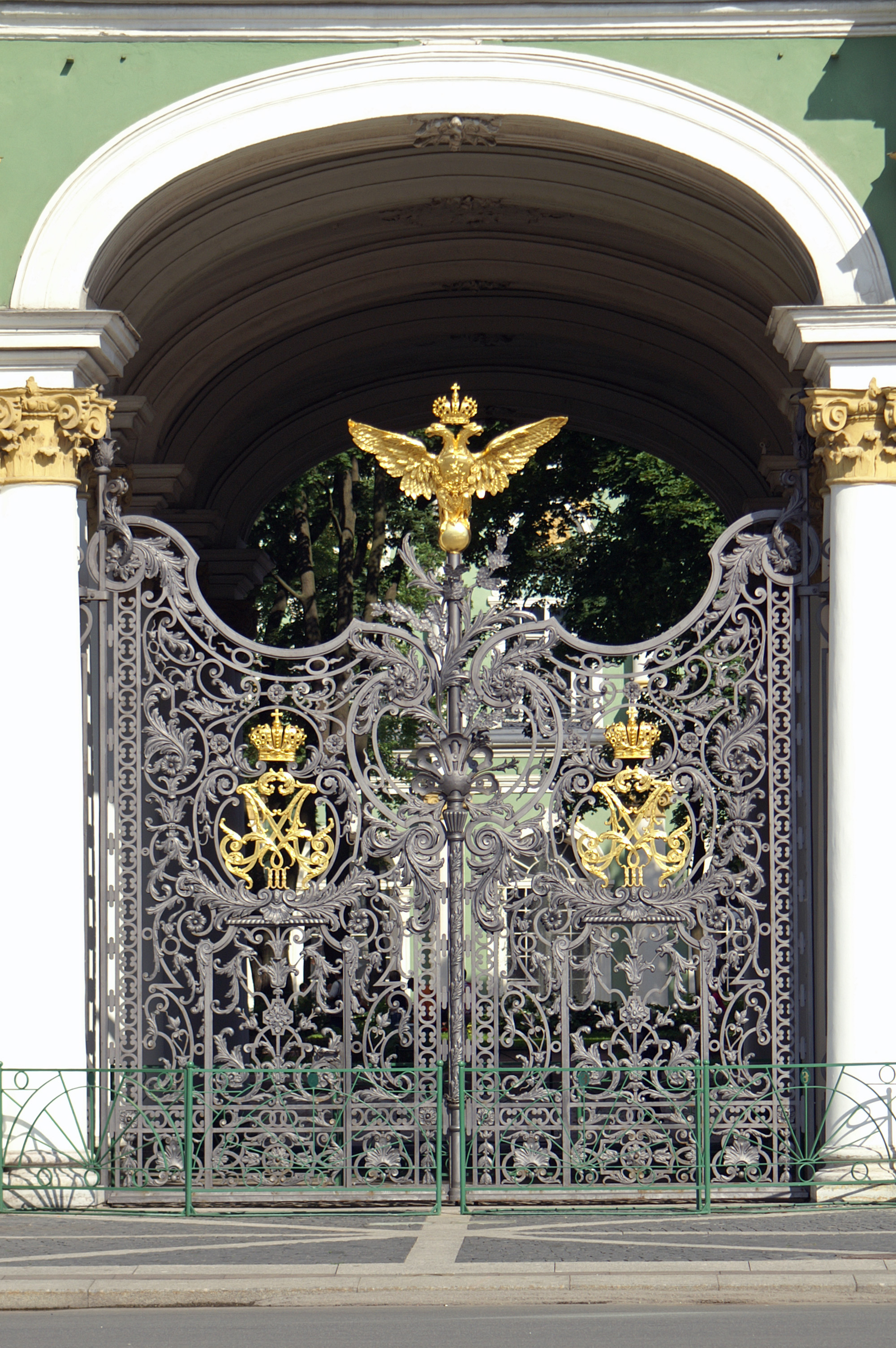
A szentpétervári Téli Palota gazdagon díszített kapuja

A kapu nyelvünkben elsősorban kocsibejárót jelent, tehát nagyobb méretű ajtót, melyen kocsik, gépjárművek járnak keresztül. Van gazdasági udvarok és lakóházak udvarainak elzárására szolgáló kapu, azonkívül fő- és mellékkapu.
A gazdasági udvarokhoz szolgáló kapuk rendszerint kerítésbe illeszkednek és fagerendákból vagy fémből készült vázon megerősített lécekből, deszkákból, vagy fémlemezből készülnek. A lakóházak kapui rendesen rámaműből állóak, a ház falába vannak beillesztve és a nekik szánt falnyílást teljesen kitöltik. Hol egy, hol két, sőt néha háromszárnyúak, melyek közül azonban a személyközlekedésre csak egyik szárny vagy egy abba illesztett kisebb ajtó a kapufia (fiókkapu) van beillesztve. Tágabb értelemben az emlékszerű épületnek főbejáróit szintén kapunak hívjuk, ha azokon esetleg kocsival nem is járunk át. Kényelmes közlekedést biztosító kapuknak legalábbis 2,50 méter szélesnek és 2,80 m magasnak kell lennie; akloknak, pajtáknak, színeknek stb. kapui azonban 4,00, sőt több méter szélesek is és megfelelően magasak, míg a váraknak, emlékszerű épületeknek kapui az épület architektúrájától függően, még ennél sokkal nagyobb méretűek is lehetnek.
A kapu lehet nyílás valamely falban, mely esetben fölül egyenes szemöldje van, vagy tetszőleges ívben van beboltozva; oldalai majd mindig függőlegesek, csakis az egyiptomi és görög építészetben szélesebbek néha valamivel alul mint fölül. Ha a kapu teljesen különálló és fölül nincs szemöldje vagy nincs betetőzve (kertkapu vagy valamely kerítésen átvezető kapu), akkor az két falazott vagy kőpillér, avagy erős faoszlop (kapubálvány, kapufélfa) közé van beékelve.
A kapu általában kétszárnyű; szárnyai lehetnek lécből, többé-kevésbé díszes kovácsolt vasszálakból, néha bronzból, leginkább azonban – mint az ajtószárnyak – táblázott, egymásba vésett deszkákból. Bejáró kapuk szárnyai befelé, istálló-, csűr- stb. kapuk szárnyai kifelé nyílnak, néha – különösen színeknél – oldalvást eltolhatók. Építőművészeti kiképzésük miatt itt különösen a házkapukat és vár kapukat fogjuk tárgyalni. Templomok bejáróit, akármilyen nagyok is, ajtónak hívjuk, csupán a díszes és emlékszerűt nevezzük kapuzatnak vagy portalénak.
Lakóházak, paloták, nyilvános épületek, stb. kapuinak architektonikus díszítése minden korszak építőművészének egyik legkedveltebb témája volt, hisz azon keresztül lépvén az ember az épületbe, azt kellett a ház többi alkatrészei között kitüntetni. Már az egyiptomi építészetben majd utolérhetetlen komoly fenségben látjuk a kaput kitüntetve; a templom körítő falainak kapuja egyenes szemöldével, széles, polikrom díszítésű keretével, a mellette levő két pilonnal mint teljesen bevégzett művészi koncepció áll előttünk. Rendkívül festői és díszes a japáni építészet pazar festésű fa kapuja és az indus pagodáknak toronyszerű főbejárója. A görög építészet a templomoknak a perisztil oszlopaitól majdnem eltakart kapuját vagy egyszerűen csak mint a cella falának megszakítását – és akkor minden egyéb dísz nélkül – jellemezte, vagy kisebb méretű ajtófélét tervezett s azt sámbránnal, volutás gyámkövekkel hordott párkányzattal díszítette; e tekintetben az athéni Erechteion kapuja egyike a legszebb művészi alkotásoknak. A római középületek bejárói szintén egyenes szemöldű, gyámköves párkányzatú ajtók; a vár kapuikról alább van szó. A román és csúcsíves építészet kapui többnyire rokonok templomaiknak kapuzatával. Nagy művészi érzékkel és a legváltozatosabban képezte ki a kapukat a reneszánsz. A toszkánai stílus a majdnem komor egyszerűségű kaput kedveli, mint azt pl. a firenzei Strozzi-palotában látjuk. A francia reneszánsz a kapu kiképzésében az olasz nyomán halad, szabadabb felfogással, sokszor ötletszerű, finom architektúrával. A német reneszánsz roppant nehézkes építészeti dísszel látja el kapuját, mig a magyar vagy az olasz nyomán haladva egyszerű és eléggé ízléses, vagy német minta után meglehetős nehézkes, mint pl. a gyulafehérvári templom északi mellékkapuja. A barokk és rokokó sokszor még a reneszánsznál is nagyobb fontosságot tulajdonít a kapunak; kettős oszlopokkal, kariatidákkal, gainekkel stb. szegélyezi, nagy zárókövekkel, többszörösen hajlított szemöldpárkánnyal koronázza. Igen jellemzők a bécsi császári palota mitológiai alakokkal díszített kapui, ugyancsak a bécsi arisztokrácia palotáinak (Liechtenstein, Kinsky stb.) a pozsonyi Pálffy-, a budapesti volt Grassalkovics-palotáknak, a Károly-kaszárnyának, a budai várpalotának stb. kapui.

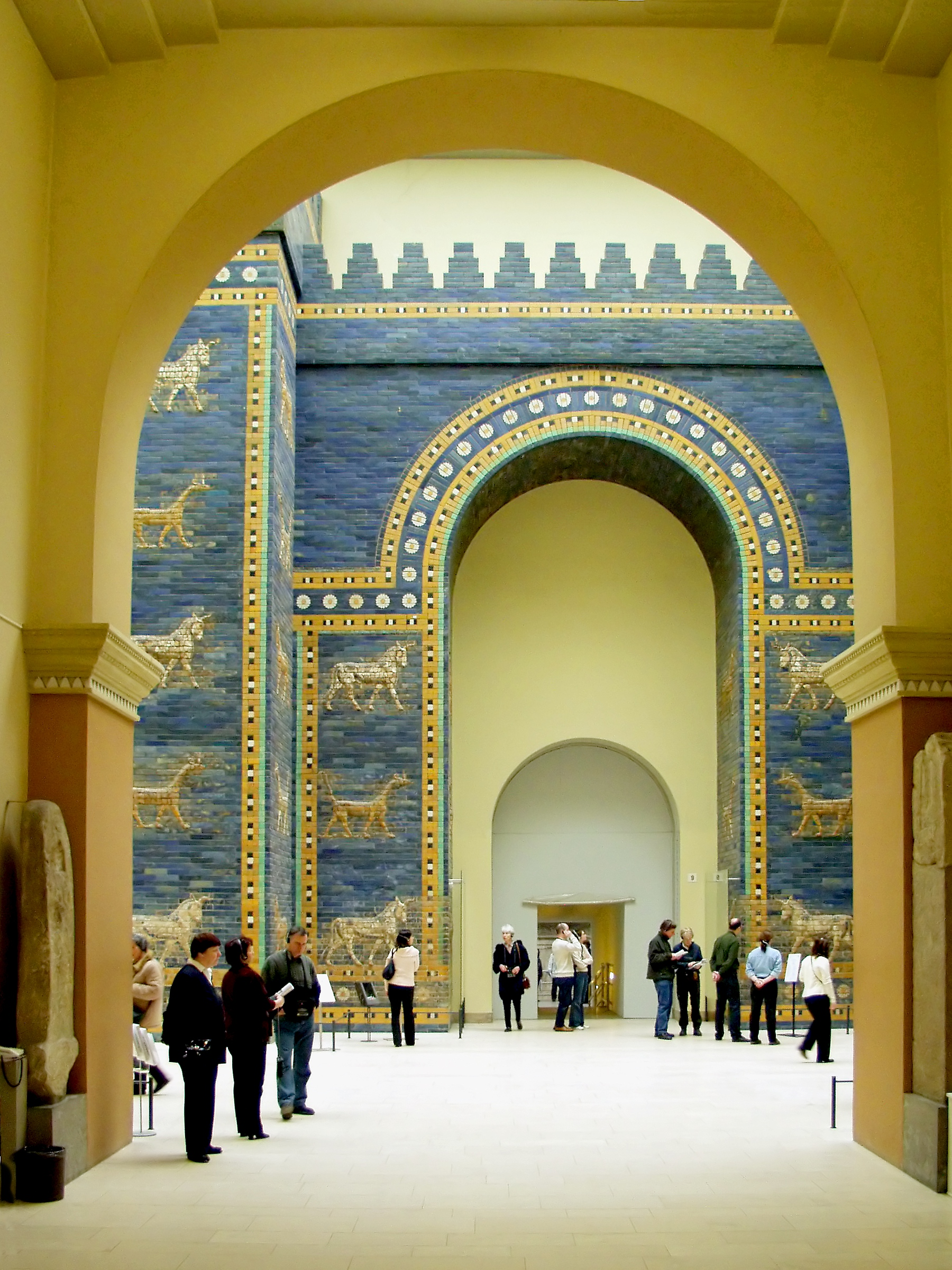
Az Istár-kapu

A vár kapuk, körítő falak kapui, stb. rendeltetésük miatt nagyban különböznek egyéb épületek kapuitól. Egészen a puskapor használatáig azok tornyokkal, bástyákkal stb. vannak védve; már a reneszánsz alatt inkább dekoratív jellegük lesz, míg napjainkban csakis mint olyanoknak van értelmük. A görög építészet erődítményeinek kapui egyszerű, minden lényegesebb dísz nélküli nyílások, fölül egyenes szemölddel vagy hegyes álboltívvel, védőtornyok nélkül vagy azokkal. A római várkapuk az etruszk nyomán boltozott, rendesen félgömbölyű tornyokkal védett, fölül sokszor díszes architektúrával. A rómaiaknál oly elrendezést is találunk, hogy kocsik számára nagyobb nyílás vagy nyílások mellett a gyalogosoknak is vannak külön bejárói. Valóban megfélemlítő architektúrával környezetten és rendkívül ügyesen védve láttuk a középkor várkapuit. A rómaiak széles nyílása itt összezsugorodik; szellemesen szerkesztett vonóhídon át jutunk a kapuig, megy crénelage-os tornyokkal, kiugró erkélyekkel van védve és a külső szárnyas kapu után még két-három, részint szárnyakkal, részint fölülről leereszthető vasrostéllyal elzárható nyiláson keresztül enged csak a várba bejutni. Igen érdekesek a középkor elején épült mór és arab városkapuk, különösen Spanyolországban és Egyiptomban. Római mintára többnyire két félgömbölyű toronnyal védettek, mely tornyok egymás között többszörösen kiugró bolthajtással vannak összekötve. A reneszánsszal, mint mondottuk, a várkapuk jelentősége védelmi célokból mindinkább aláhanyatlik. Architektonikus kiképzésük csak díszítés és mint ilyen sokszor igen előkelő és nemes; védelmi tekintetben semmi értelmük. E korszak várkapuinak díszítésére erőteljes oszloprendeket használ, nagy hatású rusztika architektúrával kombinálva (Verona, Velence, Cambrai stb.). A díszítés néha több emelet magasságában halmozódik egymásra és mint ilyen igen gazdag és jól ponderált (Nápoly, Toledo stb.). Minden jelentőségét elvesztette a várkapu a barokk és rokokó korszakban. Ez akkor már csak egy diadalív-féle római mintára (Párizs, Bécs, Gyulafehérvár), majd ez is eltűnik, és a város területének kezdetét csak néhány dekoratív oszlop, korlát, egy többé-kevésbé díszes vámépület stb. jelzik.